# Barátudvar
Barátudvar (németül Mönchhof) község Ausztriában, Burgenland tartományban, a Nezsideri járásban.

## Fekvése
Nezsidertől 10 km-re délkeletre a Fertő északkeleti oldalán fekszik.

## Története
11. századi besenyő határőr település. 1217-ben II. András király adománylevelében még "Leginthou" (Legénytó) néven említik először. Az eredeti Legénytó név akkor változott Barátfaluvá, amikor a falu 1217-ben királyi adományként a heilingenkreuzi ciszterciták birtokába jutott. A betelepülő ciszterciták kolostort és majorságot építettek ide. Templom 1240 előtt épült. A barátok nagy fellendülést hoztak a helyi szőlőtermesztésben is. 1241-ben a tatár, 1529-ben és 1683-ban a török pusztította el, de végig a heilingenkreuzi cisztercitás birtoka volt. Az udvar császári ménest létesített itt.
Vályi András szerint " BARÁTFALVA. Minchof. Német falu Moson Vármegyében, lakosai katolikusok. Határbéli földgyei középszerűek, réttyei jók, fuharozással is pénzt kereshetnek lakosai, legelője, fája van, és Leudorf pusztáját is adó által birják; Kereszti Uraságoktól, második Osztálybéli."
Fényes Elek szerint " Barátfalu (Mőnnichhof), német falu, Mosony megyében, közel a Fertő tavához 1184 kath. lak., s paroch. szentegyházzal. Adóalatti szőlőhegye 326 másod, és 1928 harmadrendű kapára terjed. Erdeje meglehetős, 94 másodrendü jobbágytelke után, 61 telkes gazda bir 444 hold első, 795 4/ hold második, 1475 hold harmadik osztálybeli szántóföldet, és 74 embervágó harmadrendü rétet. F. u. a szentkereszti cisterciták apátsága (Ausztriában) s feje egy uradalomnak."
1910-ben 1780, többségben német lakosa (1652 fő) volt, jelentős magyar (102 fő) kisebbséggel. A trianoni békeszerződésig Moson vármegye Nezsideri járásához tartozott.

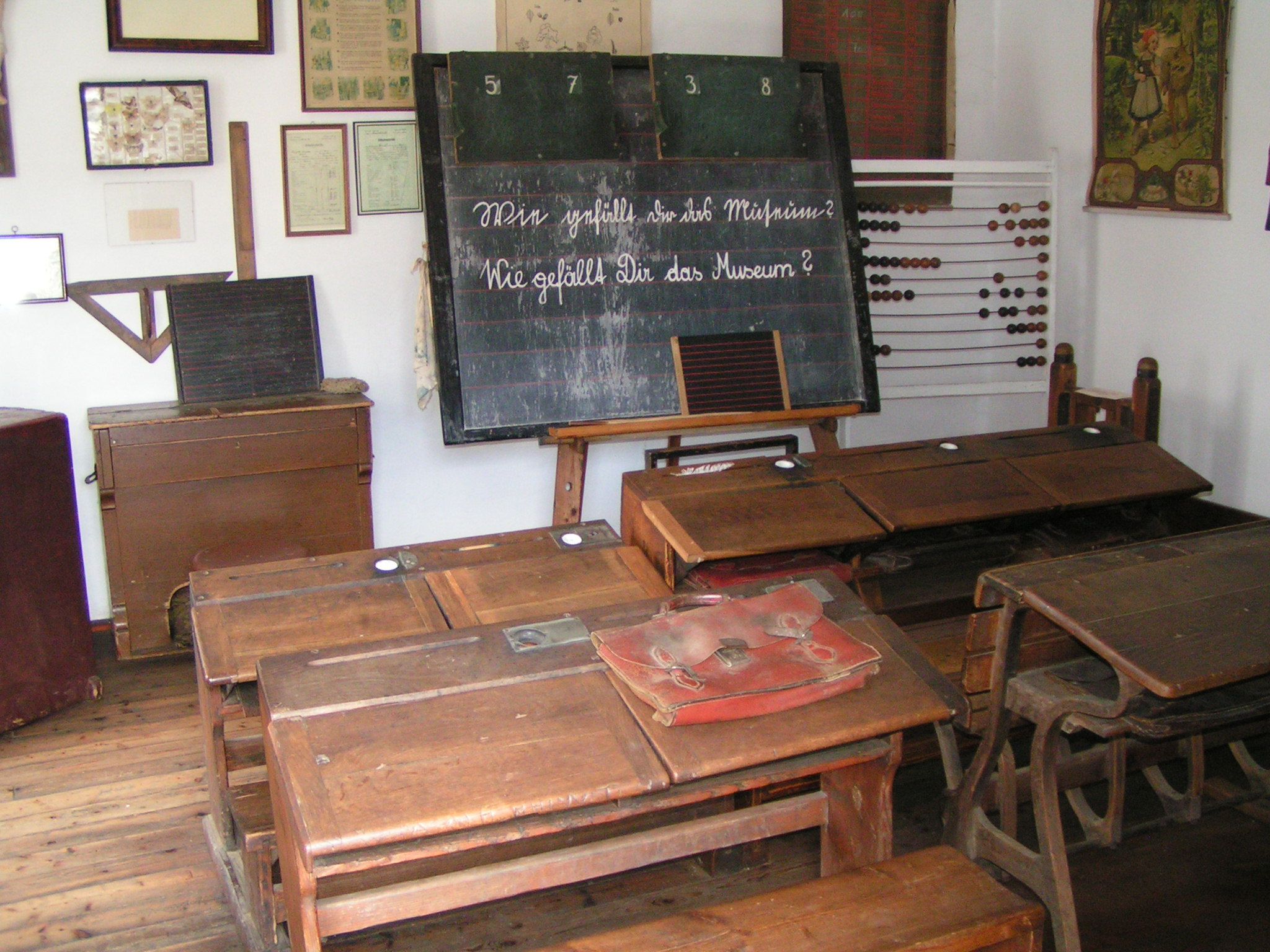
Tanterem részlete a Falumúzeumból

## Népessége
| 2016 | 2 283 |
| 2018 | 2 236 |

## Nevezetességei
- Szent Mária Magdolna tiszteletére szentelt plébániatemploma 1729 és 1734 között épült, 1960-ban renoválták. Főoltárképét Martino Altomonte festette 1741-ben.
- Töröktorony, egykori őrtorony.
- A falumúzeum az itteni lakosok elődeinek életét mutatja be. Nagybirtokosi és 20 paraszti ház, a templom, működő mozi, a legkülönbözőbb kézműves műhelyek, vendéglő és pékség látható a múzeumban.
- A faluban az apácák vezetésével vízigyógyintézet működik.